# Liste der Biografien/Hamz
Liste der Biografien |
Portal Biografien |
Personensuche
# |
A |
B |
C |
D |
E |
F |
G |
H |
I |
J |
K |
L |
M |
N |
O |
P |
Q |
R |
S |
T |
U |
V |
W |
X |
Y |
Z |
?
 
Ha |
Hd |
He |
Hi |
Hj |
Hk |
Hl |
Hm |
Hn |
Ho |
Hr |
Hs |
Ht |
Hu |
Hv |
Hw |
Hy
 
Haa |
Hab |
Hac |
Had |
Hae–Haf |
Hag |
Hah |
Hai |
Haj |
Hak |
Hal |
Ham |
Han |
Hao |
Hap |
Haq |
Har |
Has |
Hat |
Hau |
Hav |
Haw |
Hax |
Hay |
Haz
 
Hama |
Hamb |
Hamd |
Hame |
Hamf |
Hamh |
Hami |
Hamk |
Haml |
Hamm |
Hamn |
Hamo |
Hamp |
Hamr |
Hams |
Hamu |
Hamv |
Hamw |
Hamy |
Hamz
Die Liste der Biografien führt alle Personen auf, die in der deutschsprachigen Wikipedia einen Artikel haben. Dieses ist eine Teilliste mit 25 Einträgen von Personen, deren Namen mit den Buchstaben „Hamz“ beginnt.

## Hamz

### Hamza
- Hamza (* 1994), belgischer Rapper
- Hamza ibn ʿAbd al-Muttalib (567–625), Begleiter und Onkel väterlicherseits des Propheten Mohammed
- Hamza ibn ʿAlī (* 985), Drusen-Prophet
- Hamza, Aref (* 1974), syrischer Lyriker
- Hamza, Chatholi (* 1981), indischer Mittelstreckenläufer
- Hamza, Fayçal (* 1992), algerischer Straßenradrennfahrer
- Hamza, Fouad Bey (1899–1952), saudi-arabischer Diplomat
- Hamza, Gamal (* 1981), ägyptischer Fußballspieler
- Hamza, Johann (1850–1927), österreichischer Maler
- Hamza, Madjid (* 1946), algerischer Radrennfahrer
- Hamza, Malek (* 1959), algerischer Radrennfahrer
- Hamza, Sonja, deutsche Fußballspielerin
- Hamza, Yacine (* 1997), algerischer Radrennfahrer
- Hamzagić, Irfan (* 1992), serbischer Volleyballspieler
- Hamzah al-Isfahani, persischer Philologe und Historiker
- Hamzah bin al-Hussein (* 1980), jordanischer Kronprinz (1999–2004)Hamzah bin al-Hussein (* 1980)

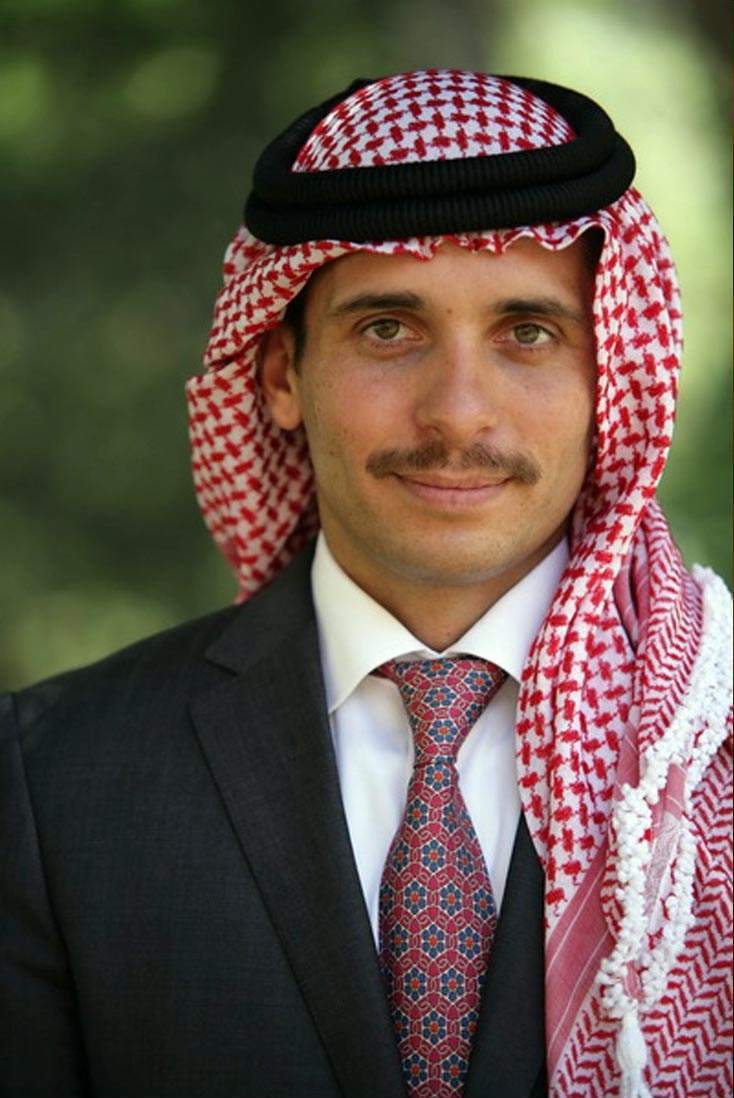
Hamzah bin al-Hussein (* 1980)

- Hamzah, Meshaal (* 2005), südsudanesisch-indonesischer Fußballspieler
- Hamzaoğlu, Hamza (* 1970), türkischer Fußballspieler und -trainer
- Hamzaoui, Eva (* 1985), französische Volleyball- und Beachvolleyballspielerin
- Hamzavi, Talkhon (* 1979), iranisch-schweizerische Regisseurin
- Hamzawy, Amr (* 1967), ägyptischer Politikwissenschaftler und Menschenrechtsaktivist

### Hamze
- Hamze, Darine (* 1979), libanesische Schauspielerin, Regisseurin und Filmproduzentin

### Hamzi
- Hamzic, Armin (* 1993), österreichischer Fußballspieler
- Hamzić, Azra (* 1992), bosnische Fußballspielerin
- Hamzić, Salko (* 2006), österreichischer Fußballspieler